# Mike Lynch
Michael Richard Lynch (Ilford, 16 de junio de 1965 -Sicilia, 19 de agosto de 2024) fue un líder empresarial tecnológico y magnate británico, conocido como el cofundador de Autonomy Corporation y el fundador de Invoke Capital. Lynch también se convirtió en cofundador, junto con Invoke Capital, de la empresa de ciberseguridad Darktrace. A su vez, desempeñó otros diversos cargos, incluso en calidad de asesor. La prensa lo citaba a menudo como el «Bill Gates británico».

## Biografía
Nacido en Ilford, Inglaterra de padres irlandeses, ella enfermera del condado de Tipperary y él un bombero del condado de Cork, tras licenciarse, doctorarse y realizar una investigación posdoctoral en la Universidad de Cambridge, aplicó su investigación en aprendizaje automático para crear a finales de los años 1980 sus primeras empresas de software y se convirtió en uno de los grandes líderes para desarrollar Silicon Fen, un gran conglomerado de empresas tecnológicas ubicado en Cambridge, considerado el equivalente británico de Silicon Valley.
En 2006, fue nombrado miembro de la junta directiva de la BBC. También fue elegido miembro del consejo de ciencia y tecnología del ex primer ministro David Cameron en 2011.
Tras convertir a Autonomy en una de las empresas tecnológicas británicas más destacadas de su época, se la vendió en 2011 a Hewlett-Packard por 11 100 millones de dólares, muy por encima de su valoración de mercado. Esta transacción dio lugar a acusaciones de fraude por supuestas maniobras para inflar el valor de la empresa y a un arduo litigio civil en el Reino Unido. En mayo de 2023, se produjo la extradición de Lynch a Estados Unidos permaneciendo en arresto domiciliario en San Francisco. Esta reclusión coincidió con un período de pérdidas personales, marcado por el fallecimiento de su hermano y su madre. En marzo de 2024, fue juzgado enfrentando una condena de hasta 25 años de prisión. En junio de 2024, fue declarado no culpable de todos los cargos. Después de su absolución, que supuso una severa derrota de los fiscales estadounidenses, queda por dilucidar si fue víctima de un gran error judicial, como defiende el conservador británico David Davis, o finalmente debía pagar por daños y perjuicios, como insiste HP, en un nuevo caso judicial en Reino Unido. Dos días antes del incidente de navegación, su exvicepresidente financiero Stephen Chamberlain, coacusado que también fue declarado inocente en junio, fue atropellado por un coche mientras corría por una carretera al norte de Cambridge, falleciendo el 22 de agosto en el hospital.La policía del condado de Cambridgeshire descartó que la muerte de Stephen, con solo 43 de horas de diferencia de su socio, haya sido premeditada, aunque comunicaron que no habían mantenido contacto con la policía italiana.

## Fallecimiento
Lynch y su familia estaban de viaje por el Mediterráneo en su yate personal, con un pequeño grupo de sus asesores financieros y legales, celebrando su absolución de quince cargos —uno por conspiración y catorce por fraude electrónico— en un tribunal de San Francisco. El 19 de agosto de 2024, se le declaró desaparecido después de que el Bayesian, uno de los veleros privados más grandes de la época, volcara tras zozobrar por una tromba marina al quedar abierto uno de los portones según las investigaciones, hundiéndose en pocos minutos frente al puerto de Porticello, cerca de la ciudad de Palermo. El 22 de agosto, los cuerpos de Lynch y otros cuatro pasajeros fueron recuperados del barco por un equipo especializado de buzos italianos e identificados por la Guardia Costera. Su hija de dieciocho años Hannah Lynch, ganadora de varios premios literarios como joven escritora, entre ellos el William C. Smith de poesía, continuó desaparecida hasta el 23 de agosto, cuando localizaron su cuerpo en el interior del pecio.
La fiscalía siciliana abrió una investigación contra el capitán del barco, James Cutfield y los miembros de la tripulación, bajo los cargos de homicidio múltiple involuntario por el naufragio.En las autopsias, se ha confirmado que parte de las víctimas murieron por asfixia atrapadas en una de las cabinas del velero. Tras la tragedia, HP comunicó que pretende continuar con el proceso legal reclamando 3 600 millones de euros, a las herederas de Lynch, su esposa y su hija mayor, lo que coloca a la compañía en una posición delicada, porque según la prensa esto podría poner en riesgo su reputación corporativa.

## Vida personal
Estaba casado con Angela Bacares, con la que tuvo dos hijas. En 2023, el patrimonio neto del matrimonio estaba estimado en 852 millones de libras esterlinas. Su esposa fue uno de los supervivientes del naufragio.